# NGC 6659
NGC 6659 ist ein Asterismus im Sternbild Herkules. Er wurde am 12. Juli 1830 von John Herschel bei einer Beobachtung mit einem 18-Zoll-Spiegelteleskop entdeckt.